# Liste des ordres, décorations et médailles de la Géorgie

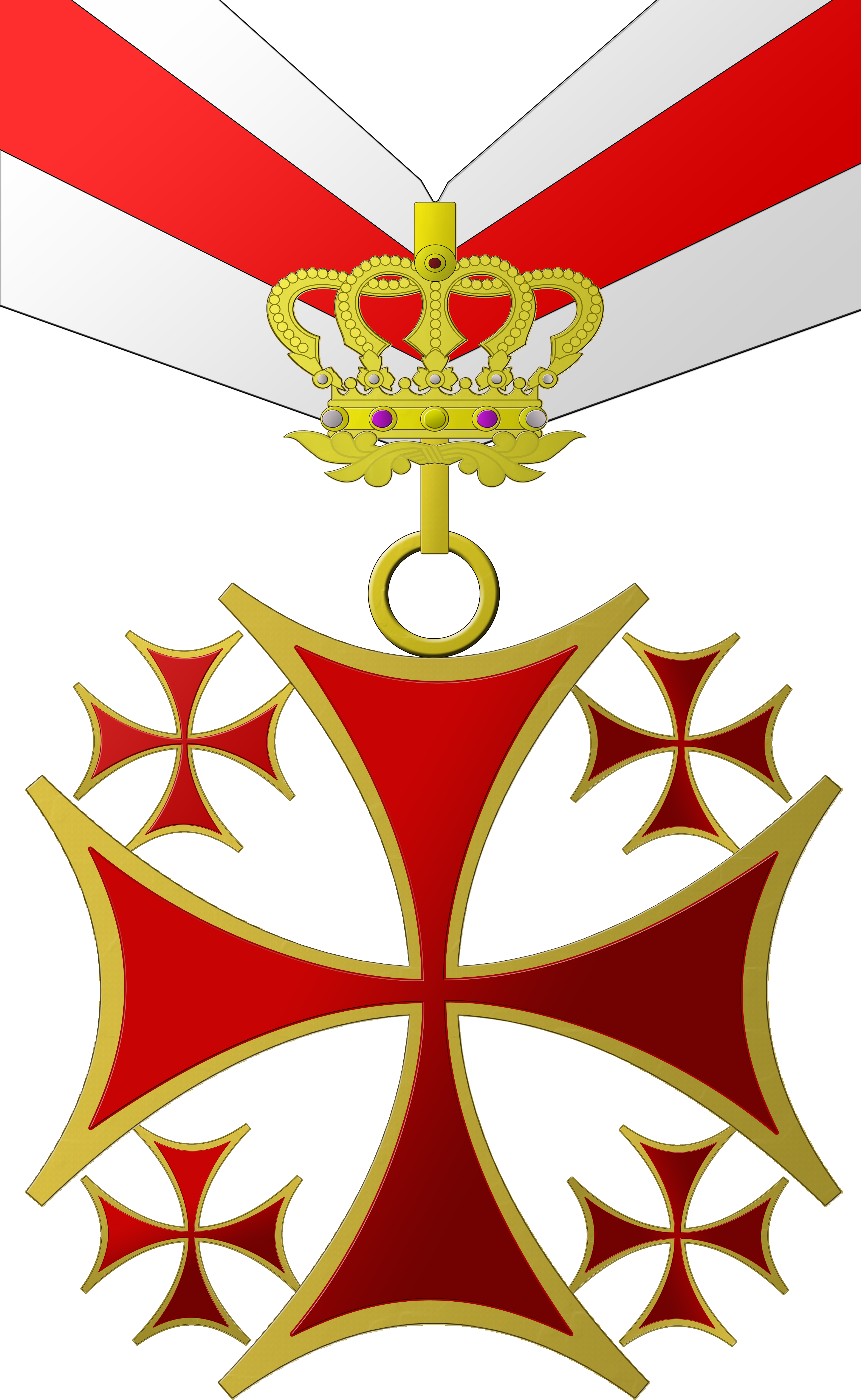
Insigne de l'ordre du héros national de Géorgie.

Les ordres, décorations et médailles de la Géorgie constituent un système par lequel les citoyens, civils et militaires sont récompensés pour leur courage, leur réussite ou pour services rendus. Le système comprend les ordres honorifiques, les décorations, à titre civil ou militaire et les médailles.

## Décorations officielles
Liste des décorations attribuées par la république de Géorgie par ordre de préséance :
| Ruban | Décoration                                 | Création         | Décernée pour |
| ----- | ------------------------------------------ | ---------------- | --- |
|       | Ordre du héros national (en)               | 24 juin 2004     | Pour actions remarquables et héroïques. |
|       | Ordre de Saint-Georges de la Victoire (en) | 24 juin 2004     | Pour le rôle particulier joué dans les victoires pour la Géorgie. |
|       | Ordre de David le bâtisseur                | 24 décembre 1992 | Pour grands services rendus au peuple géorgien, la contribution personnelle significative à la lutte pour l'indépendance de l'État et la renaissance de la Géorgie, la consolidation de la société, le développement de la démocratie. |
|       | Ordre de la reine Tamar                    | 31 juillet 2009  | Pour services exceptionnels rendus au pays et au peuple, pour une activité publique ou d'État exceptionnelle. |
| —     | Ordre présidentiel de l'excellence (en)    | 31 juillet 2009  | Pour services exceptionnels rendus à la culture, à l'éducation, à la science, à l'art, au sport et à d'autres domaines, ainsi qu'à la Géorgie. |
|       | Ordre de Saint-Nicolas                     | 31 juillet 2009  | Pour actions charitables, service désintéressé au pays et au peuple. |
|       | Ordre de la Toison d'or                    | 26 juin 1998     | Pour sa contribution particulière à la construction de l'État géorgien, à la protection des intérêts de la sécurité nationale, de la souveraineté et de l'intégrité territoriale, à la formation d'une société démocratique et libre, à l'établissement de relations bilatérales utiles avec les pays étrangers et les organisations internationales, à la protection des droits des citoyens géorgiens vivant à l'étranger, à la popularisation de la culture géorgienne, au développement de la science et de l'art géorgiens. |